# Смирнов, Александр Васильевич (богослов)
Алекса́ндр Васи́льевич Смирно́в (16 (28) ноября 1857, Симбирская губерния — 1933, Самара) — духовный писатель, митрофорный протоиерей, воспитанник Казанской духовной академии, профессор богословия в Казанском университете. Известен своими изданиями ряда ветхозаветных апокрифов. Депутат IV Государственной думы от Казанской губернии.

## Биография
Родился в семье псаломщика. Окончил Алатырское духовное училище и в 1879 году Симбирскую духовную семинарию. Был псаломщиком в Казанском храме с. Трубетчина Сызранского уезда (1879), надзирателем за учениками в Симбирском духовном училище (1880).
С 1880 на казённый счёт учился в Казанской духовной академии. Окончил её в 1884 году со степенью кандидата богословия и 30 октября 1884 года был рукоположён в сан священника, а 6 ноября определён законоучителем в Вольскую учительскую семинарию; с 1886 года был членом её правления и строительной комиссии. С 1888 года член Саратовской учёной архивной комиссии, секретарь Вольского отделения епархиального училищного совета.
Осенью 1888 года за сочинение «Книга Еноха» удостоен степени магистра богословия. С 1 июня 1889 года назначен законоучителем в Казанский учительский институт, но 1 декабря того же года перемещён законоучителем в Родионовский институт благородных девиц; был настоятелем храма при нём, членом Казанского епархиального училищного совета.
По прочтении двух лекций, 22 ноября 1891 года утверждён в звании доцента по кафедре педагогики и пастырского богословия Казанской духовной академии. Состоял членом-сотрудником по сельскохозяйственному отделению Казанского экономического общества.
С 26 декабря 1893 года он определён настоятелем Петропавловского собора, без оставления преподавательской деятельности; 10 марта 1896 года возведён в сан протоиерея; 19 марта того же года стал экстраординарным профессором Казанской духовной академии.
С 12 августа — профессор богословия по кафедре православного богословия Казанского университета, со 2 ноября настоятель её домового Крестовоздвиженского храма.
Степень доктора богословия получил 12 мая 1900 года за сочинение «Мессианские ожидания и верования иудеев около времен Иисуса Христа».
В 1906—1907 годах состоял членом комитета Казанской партии манифеста 17 октября, был соредактором журнала «Церковно-общественная жизнь».
С 1895 по 1911 годы ввёл  в научный оборот переводы апокрифических книг: "Книга Юбилеев" (1895), "Псалмы Соломона" (1896), "Заветы двенадцати патриархов" (1911).
В 1912 году уволен с должностей профессора Казанской духовной академии и настоятеля её храма за либеральные взгляды.
Избран депутатом IV Государственной думы от Казанской губернии, входил в «Союз 17 октября», затем во фракцию земцев-октябристов, член Прогрессивного блока и ряда комиссий: по исполнению государственной росписи доходов и расходов, народному образованию, делам Православной Церкви (её секретарь), народному здравию, новому уставу университетов.
С 1914 года — настоятель храма при Офицерской кавалерийской школе в Петрограде. С 1915 года — профессор по кафедре православного богословия Петроградского университета, настоятель его Петропавловского храма.
В 1917 году состоял членом Синода, был товарищем обер-прокурора Синода, работал во II и III отделах Предсоборного совета (1917), член Поместного Собора Православной Российской Церкви, участвовал в 1–2-й сессиях, член II, III отделов.
В октябре 1918 года вышел в отставку. В 1930-х годах жил в собственном доме на ул. Касаткина в Самаре.

## Награды
Награждён набедренником (1886), скуфьей (1890) и митрой, орденами Св. Анны 2-й степени и Св. Владимира 4-й степени (1905).

## Семья
Обвенчан с Анной Павловной Репьевой, дети: Наталия, Вениамин, Всеволод, Ольга, Иван.